# Подруми Ватикана
„Подруми Ватикана“ (фр. Les Caves du Vatican) су роман француског књижевника и нобеловца Андреа Жида, први пут објављен у виду четири наставка у часопису Нова француска ревија од јануара до априла 1914, да би исте године био издат у облику књиге. Овим делом Жид завршава своју прву и започиње другу фазу књижевног стваралаштва. Подруме Ватикана аутор није насловио романом већ сотијом, под којом се подразумева врста дијалогизоване алегоријске сатире у коме су припадници народа, племића и високих црквених великодостојника представљени фарсично. Уједно је прво дело Жида које је жестоко нападнуто од стране римокатоличке цркве.
Тематско-мотивски слој Подрума Ватикана је утемељен на развијању две велике теме. Прва је сатирични приказ друштвене панораме тадашње Европе. Приказује се духовна малограђанштина оличена у лицемерју, глупости и сујети припадника виших друштвених слојева. Са друге стране, у лику Лафкадија развијена је филозофска идеја о безразложном чину (acte gratuit), то јест чињења нечега у тренутку, без користи, без мотива и без објективног разлога. Андре Жид је адаптирао роман у истоимену драму 1933, која је премијерно изведена у позоришту Комеди франсез 1950.
Први српски превод романа објављен је 1938, у преводу и са предговором књижевника Марка Ристића.

## Заплет романа
Антим Арман Дибоа је слободни зидар и научник који са својом женом Вероником одлази за Рим, не би ли се посветио свом научном раду и ублажио своју реуматичну болест, услед које мора да користи шаку. У Риму их посећују Вероникина сестра Маргерита де Бараљул , њен муж Јулијус и њихова ћерка Јулија. За време вечере покреће се питање вере, током које се Антим декларише као искључиви атеиста. Када његова жена призна да сваки дан пали свеће за његово здравље испред кипа Богородице, Антим бесан истрчава на улицу и својом штаком ломи руку гипсаном гипу светитељке. Те исте ноћи сања Богородицу. Када се пробудио осећа се излеченим и успева да хода без штапа. Ово чудо чини да Антим поново постане верник цркве. Црквени ауторитети из Ватикана чувши за ово излечење, наговарају га да се јавно одрекне масонске ложе. Антим оклева јер је братство слободних зидара обећало да ће средити да железничка пруга у Египту прође кроз његов плац, што би му значајно поправило финансијски положај. Црквене власти обећавају да ће му надокнадити новчану штету ако учини по њиховој вољи. Након што је Антим иступио званично из ложе, црква заборавља своје обећање.
Други део романа носи наслов Јулијус де Бараљул у коме је централна личност поменути Антимов пашеног. Он је писац који је управо објавио нови роман, надајући се да ће бити примљен у Француску академију. Роман није наишао на добру критику. Вративши се из Рима у Париз, затиче очево писмо у којем га моли да посети извесног Лафкадија. У сумњивој четврти он сусреће Лафкадија и нуди му посао секретара. Овај мистериозни младић, син куртизане, схвата да је старац послао Јулијуса да се о њему распита, јер је његов ванбрачни син и Јулијусов полубрат. Лафкадио одлази у кућу свог оца, који му саопштава да га никад неће званично признати за сина, али да ће му преко Јулијуса оставити део иметка. Одлазећи сусреће девојку за коју се касније испоствљава да је ћерка његовог полубрата. Код Јулијуса у дому исповеда свој живот сина богате куртизане и његов однос са њеним љубавницима, то јест ујацима, како их Лафкадио назива. Са појединима је и сам улазио у љубавнички однос. Као посебно важан догађај издваја познантство са Протосом кога је упознао током школовања у Паризу. Њихов разговор се прекида вешћу о смрти њиховог оца. Лафкадио се повлачи, оставља опроштајни дар проститутки са којом је живео и путује у унутрашњост.
Трећи део носи наслов Амеде Флерисоар. Он почиње доласком Лафкадијевог пријатеља Протоса маскираног у свештеника код контесе Гиј де Сен-При, сестре Јулијуса. Он јој саопштава тајну да је папа наводно киднапован од стране масона и да тренутно на ватиканском престолу седи лажни поглавар. За његово избављење он скупља новце од богатих богобојажљивих верника. Пошто му је поверовала, контеса му предаје новац, а затим одлази код своје пријтељице Арнике Флерисоар којој саопштава тајну. Арника такође преноси тајну о завери своме мужу Амедеу Флерисоару који одлучује да отпутује за Рим, не би ли се уверио у такву тврдњу.
Четврти део носи наслов Стонога. На почетку се описује мучно путовање Амедеа до Рима где пада у руке Протоса. Протос успева да га убеди у истинитост лажне тврдње о папином киднаповању. У исто време у Риму се налази и Јулијус који развија своју теорији о неразложном чину, али и Лафкадио који возећи се у купеу са Амадеом, без икакавог видљивог разлога избацује Амадеа из воза у провалију. Пети део носи наслов Лафкадио. У њему сазнајемо да је за злочин убиства Амадеа погрешно оптужен Протос. Лафкадио признаје свој злочин Јулијусу и жели да се преда, али га спречава Јулијусова ћерка са изјавом љубави. Роман се завршава са нерасвестљеним моментом да ли ће се Лафкадио предати или наставити да живи по принципима безразложног чина.